# 孫觀 (道光進士)
孫觀（？—1889年），字國賓，號省齋，安徽舒城人，道光二十七年進士（1847年），官至大清直隸布政使。第五子，父親孫序賢嘉慶二十五年進士（1820年），刑部雲南司員外郎。

## 生平
孫觀為道光二十七年（1847年）丁未科進士，選庶吉士，散館授編修，同治八年（1869年）任廣東按察使，次年署廣東布政使。同治十年（1871年）任直隸布政使。光緒十五年（1889年）卒。

## 家族
孫觀是龍舒孫氏第四代。始祖孫正仁本為徽州府休寧縣人，貢生，雍正年間遷舒城縣東三河鎮南岸經商，自此書香門第，七代之內出了三個進士。父親孫序賢嘉慶二十五年庚辰科進士（1820年），刑部雲南司員外郎，孫觀自己道光二十七年丁未科再進士（1847年）。孫觀長子孫明慶授三品衔湖北候补道，次子孫明廉授户部郎中，光绪已酉（1909年）举人。舒城縣處合肥與桐城之間，孫家書香門弟，受桐城派影響甚深，與合肥反無關係。
孫觀唐兄孫恒的曾孫孫浤澤光緒六年庚辰科（1880年）進士。唐兄孫恒的太孫孫立人是抗日戰爭緬甸戰場重要將領。